# Asociación Internacional de Universidades
La Asociación Internacional de Universidades (International Association of Universities) (IAU, por sus siglas en inglés) es una organización que agrupa a instituciones de educación superior públicas y privadas a nivel mundial. 
Con sede en París, Francia en las instalaciones de la Unesco, la IAU se fundó en 1950.
La IAU está integrada por más de 650 universidades y asociaciones de universidades de educación superior de todo el mundo.

## Liderazgo
La actual secretaria general ejecutiva de la IAU es Eva Egron-Polak, canadiense, exvicepresidenta de asuntos internacionales en la Asociación de Universidades y Colegios de Canadá (AUCC). 
La actual presidenta de la IAU es Pam Fredman, Rectora de Universidad de Gotemburgo en Suecia.